# Rasbora kalochroma
Rasbora kalochroma (Bleeker, 1851) è un pesce d'acqua dolce appartenente alla famiglia Cyprinidae.

## Distribuzione e habitat
Proviene dai torrenti e dalle torbiere di Borneo e Sumatra.

## Descrizione
Presenta un corpo allungato, con occhi grandi e una colorazione che varia dal rosso al violaceo. Sul corpo sono presenti due o più macchie scure, la più ampia tra il peduncolo caudale e la piccola pinna dorsale. La lunghezza massima registrata è di 10 cm.

## Biologia

### Comportamento
È pacifico.

### Riproduzione
Non ci sono cure nei confronti delle uova, abbandonate dopo la dispersione in acqua.

## Acquariofilia
Può essere allevato in acquario ma non è comune in commercio.